# リヴァプール・ジョン・ムーア大学
リヴァプール・ジョン・ムーア大学（Liverpool John Moores University、LJMU）は、イギリスのリヴァプールにある国立大学である。実業家のジョン・ムーアの名を冠している。

## 概要
1992年に大学認可がおりた、イギリスでは比較的新しい大学である。
1823年創立のポリテクニック学校を前身としており、大学となった1992年以降も実学的なカリキュラムを中心とする。景観の観点から、近年建築された施設にもかかわらずその外観は周囲の街並みに溶け込むよう、伝統的なブリティッシュ様式の建築法を踏襲している。

### カリキュラム
自然科学、社会科学、人文科学の各分野いずれのコースも有している。工学や法学や文学など一般的に広く大学で扱われる分野も専攻できるほかに、リヴァプール・ジョン・ムーア大学の特徴としてはサッカーやポップ・ミュージック、ダンスについて専門に扱う専攻分野も存在する。